# Frédéric Schwilden

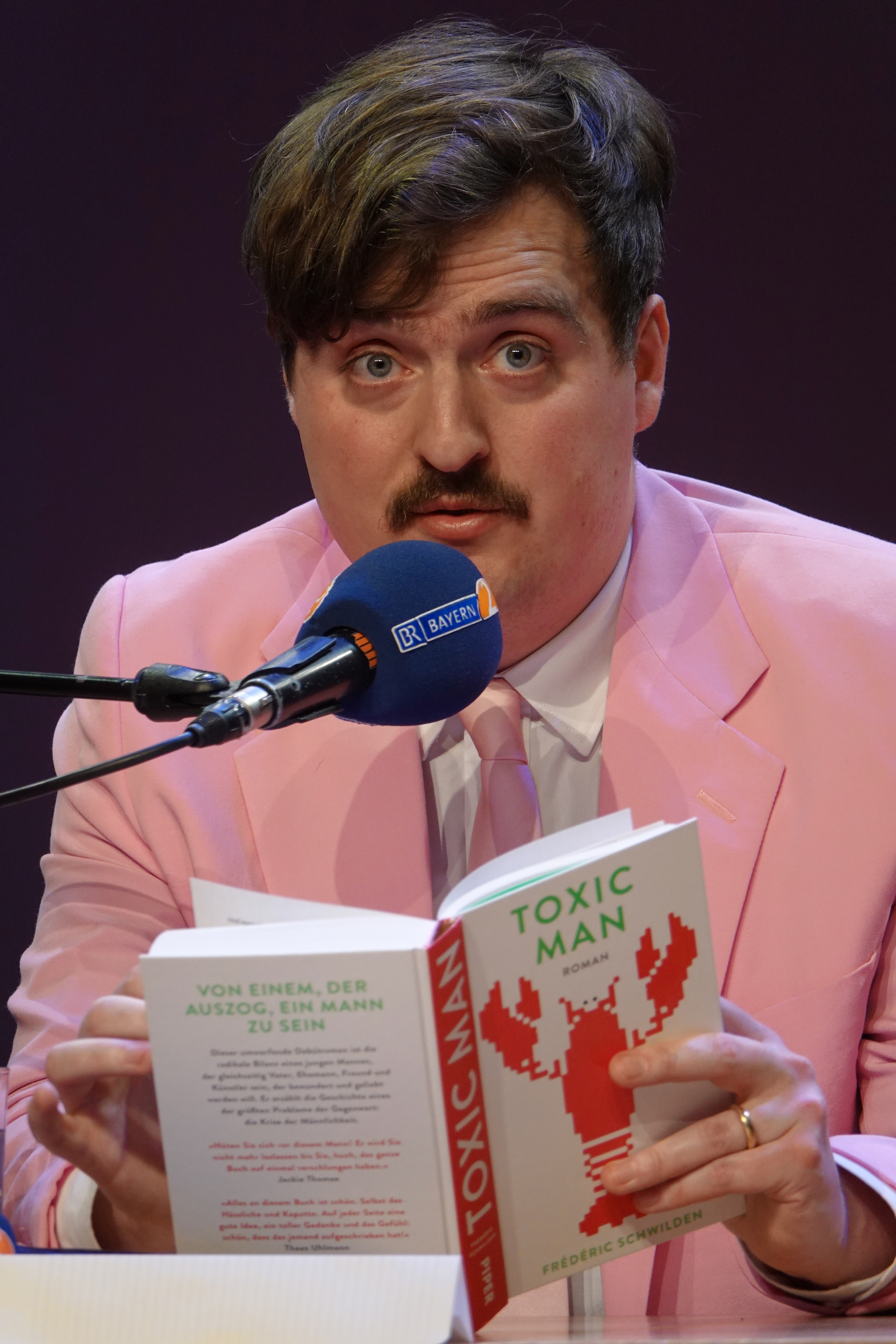
Frédéric Schwilden

Frédéric Schwilden (* 5. Mai 1988 in Bonn) ist ein deutscher Journalist und Schriftsteller.

## Leben

### Jugend
Schwilden zog mit seiner Familie Mitte der 1990er Jahre in die Fränkische Schweiz und begann nach dem Abitur ein Gartenbaustudium in Berlin.

### Journalismus
Schwildens beruflichen Stationen als Journalist umfassen Rolling Stone und Berliner Morgenpost (2011), Die Welt und Welt am Sonntag (2013–2015), Focus (2015–2016) und 2017 wieder Die Welt / Welt am Sonntag. 
2014 veröffentlichte Schwilden eine Glosse in der Welt über deutschen Gangsta-Rap und thematisiert darin satirisch die finanzielle Hilfsbedürftigkeit der deutschen Rap-Gemeinde und speziell die des Rappers Fler. Verschiedene Rapper dissten daraufhin Schwilden in ihren Texten. Fler veröffentlichte sogar die Adresse Schwildens und bedrohte diesen öffentlich bei Twitter. Der Journalist und Rap-Labelbetreiber Marcus Staiger kritisierte Schwildens Artikel in der Zeit „als überheblich gegenüber der Unterschicht“.
Schwilden thematisierte in seinen Beiträgen oft auch persönliche Dinge wie seine Depression oder die Nachwirkungen seiner Corona-Impfung.
2022 war Schwilden Podcaster für „7 Tage, 7 Nächte“.

### Fotografie
Schwilden ist zudem als Porträt- und Kunst-Fotograf tätig. In der Ausgabe von Oktober 2021 des Kunstmagazins Monopol hatte er eine mehrseitige Fotostrecke. Die Berliner Galerie Haverkampf / Leistenschneider zeigte 2021 Schwildens erste Fotoausstellung Einigkeit und Recht und Freizeit.

### Schriftsteller:Toxic Man
Im Februar 2023 erschien Schwildens erster Roman Toxic Man im Piper Verlag. Der Buchtitel spielt auf das Schlagwort der toxischen Männlichkeit an. Das autofiktionale Werk erzählt von einem Fotografen, der seinem künstlerischen Durchbruch entgegensieht, aber auch mit Depressionen und persönlichen Rückschlägen zu kämpfen hat. Der Roman wurde von Kritikern wie Knut Cordsen vom Bayerischen Rundfunk oder Annemarie Stoltenberg vom NDR positiv aufgenommen, wohingegen Nils Frenzel von Spiegel Online dem Roman eine fehlende „kritische, ernsthafte Auseinandersetzung“ unterstellt. Ulrich Seidler urteilte über Schwildens Erstlingswerk in der Frankfurter Rundschau, dass er sich dem „Selbstdarstellercharme dieses wohlstandsverwahrlosten Schnösels“ kaum entziehen könne und ihm in seinem Widerspruchsgeist gegen den Konsens der linksgrünen Medien-Peergroup folge, man nehme ihm seine „Eigentlichheitsposen“ in dem Wissen ab, dass er reflektiert genug sein müsste, um so langsam erwachsen zu werden, und er wünschte ihm Glück bei der Entgiftung – im übertragenen und im buchstäblichen Sinn.

### Privates
Schwilden ist der Sohn des Mediziners Helmut Schwilden (1949–2015). Er ist römisch-katholisch und lebt mit seiner Familie in Erlangen.

## Auszeichnungen
- Rocco-Clein-Preis für Musikjournalismus für einen Text über die Band Art Brut im Rolling Stone[18]

## Werke
Toxic Man. Piper, München 2023, ISBN 978-3-492-07191-8
Gute Menschen. Piper, München 2025, ISBN 978-3-492-07356-1